# Jean Garneret
 (juillet 2020).
Jean Garneret (21 avril 1907- 20 février 2002) est né à Clerval (Doubs), d'un père marchand de grains. Après des études de droit, il entre au séminaire. Il deviendra prêtre à Besançon puis est nommé curé de Lantenne-Vertière (Doubs) en 1936. Il sera également curé de Lavernay.
Il s'intéresse depuis sa jeunesse à la société rurale de façon globale. L'abbé Garneret est inspiré de la philosophie d'Emmanuel Mounier.
Il est surtout connu pour ses publications régionales et son amour du patrimoine comtois. Jean Garneret a le souci de conserver un monde qui disparaît. Il a aussi celui de restituer cette connaissance, ce qu'il appelle « rendre au peuple son butin ». Pour atteindre ses objectifs, il choisit trois outils : le livre, le musée et le dessin. Il est ainsi à l'origine du Musée comtois situé à la Citadelle de Besançon et du Musée des Maisons comtoises de Nancray qui conservent toujours aujourd'hui le fruit de ses nombreuses collectes.

## Écrivain
Il est l'auteur de nombreux articles et ouvrages sur la culture comtoise : monographies de village, recueils de chansons populaires et de littérature orale, études d'architecture rurale... Il éditera à partir de 1947  l'almanach populaire « Barbizier » du nom d'un vigneron bisontin et personnage principal de la « Crèche Comtoise ».
En 1974, il rééditera cette « Crèche Comtoise », pièce de théâtre populaire mettant en scène la naissance de l'Enfant Jésus parmi des personnages bisontins du XVIIIe siècle.

## Fondation de musées
L'un des autres aspects visibles de ses travaux est la fondation de musées. D'abord le Musée paysan de Corcelles-Ferrières dans le Doubs en 1952, devenu Musée populaire comtois installé à la Citadelle de Besançon en 1960. Après un essai in-situ à Petite-Chaux, il crée le Musée des Maisons Comtoises à Nancray pour lequel une première maison est reconstruite en 1976. Il y expose la diversité et la beauté de l'habitat rural dans la région de Franche-Comté à travers des maisons démontées en divers endroits et remontées sur ce site.
Sa vision globale du monde le distingue des architectes qui travaillent sur le même corpus que lui. Dans les années trente et durant la guerre, l'étude de l'architecture rurale s'oriente en effet vers une approche morphologique et typologique qui encadre de façon réductionniste nombre d'approches de la maison rurale. Le regard posé est esthétique, c'est un travail sur l'architecture-et non sur l'habitat-qui recherche la pensée des bâtisseurs et ne fait pas ressortir les aspects ethnographiques. Pour Jean Garneret, la maison rurale est une demeure qu'on habite. Sociologie, géographie humaine, folklore, ethnographie, éclairent la compréhension du monde rural. Collectes, enquêtes, photographies, dessins, apprentissages, lecture concourent à lui donner une vision large et complète de son sujet d'étude.
C’est dans cette dynamique qu’il s’appuiera sur ces fondations pour mettre en valeur le Folklore comtois. Il veut aussi y montrer la vie de leurs habitants : occupations, pensées, liens sociaux, environnement. Il initiera ainsi l’animation de ces musées par des journées spéciales, mettant en scène les traditions, donnant de la vie à un patrimoine qui tend à disparaître.

## Le dessin
Parallèlement, il dessine. Si les dessins des premières années font la part belle à une représentation intérieure du monde extérieur, en revanche il évolue vite vers un dessin destiné à témoigner et à renvoyer des informations.[Interprétation personnelle ?]
L'abbé Garneret est l'auteur de près de 8 000 dessins et 70 000 photos.

## Œuvres
- Lantenne, un village comtois, Les Belles Lettres, Paris, 1959.
- La maison rurale en Franche-Comté, Éditions du Folklore comtois, Besançon, 1968.
- Migue la lune, Éditions du Folklore comtois.
- Colette Dondaine, Lucien Dondaine, Atlas linguistique et ethnographique de la Franche-Comté, Paris, éd. du C.N.R.S., 1972, 1978,1984, 1991, p. 4 vol. (1616 cartes, dessins de Jean Garneret).
- Chansons populaires comtoises, tome I (1971), II (1972) et III (1985), coécrit avec Charles Culot, comprend 420 airs colligés chez Champfleury (Jules Housson).
- L'amour des gens, éditions S.O.S., Paris, 1972. Collection Drames et espérances de vie.
- Pastorale (élevage, lait, beurre, fromage), catalogue figuré de la 4e section du Musée populaire comtois, Besançon, Demontrond, 1974.
- La Crèche, Éditions du Folklore comtois, 1974.
- La maison du montagnon, Éditions du Folklore comtois, Besançon, 1980.
- Le présent d'un village : Villers-Buzon, Éditions du Folklore comtois, Besançon, 1985.
- Un paresseux qui travaille, éditions Cêtre, 1986.
- Petites villes de Franche-Comté, Éditions du Folklore comtois, Besançon, 1991.
- Vie et mort du Paysan, L'Harmattan, Paris, 1993.
- Images de Besançon, Éditions du Folklore comtois, Besançon, 1994.